# پهنه رودخانه‌ای

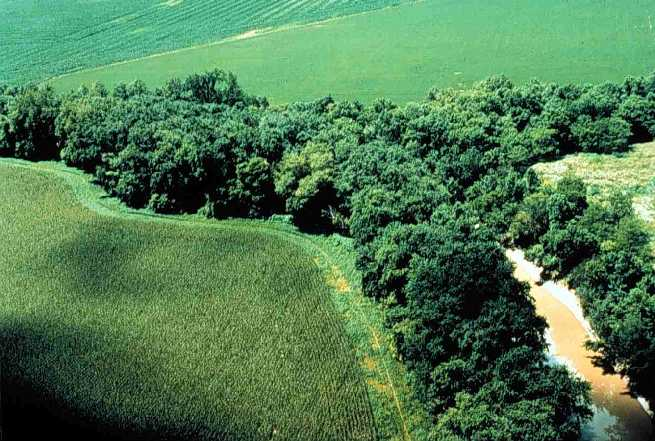
نوار رودخانه‌ای طبیعی به خوبی حفظ‌شده در شاخه‌ای از دریاچه ایری

پهنه رودخانه‌ای یا ناحیه رودخانه‌ای رابط بین خشکی و رودخانه یا نهر است. رودخانه‌ای همچنین نامگذاری مناسبی برای یکی از زیست‌بوم‌های خشکی زمین است. زیستگاه‌ها و جوامع گیاهی در حاشیه رودخانه‌ها و سواحل، پوشش گیاهی ساحلی نامیده می‌شود که با گیاهان آبدوست مشخص می‌شود. مناطق ساحلی به دلیل نقش آن‌ها در حفاظت خاک، تنوع زیستی زیستگاه و تأثیری که بر جانوران و بوم‌سازگان‌های آبی از جمله مراتع، جنگلها، تالاب‌ها یا حتی مناطق غیررویشی دارند، در بوم‌شناسی، مدیریت منابع زیست‌محیطی و مهندسی عمران مهم هستند. در برخی از مناطق، از اصطلاحات بیشه رودخانه‌ای، جنگل رودخانه‌ای، پهنه حائل رودخانه‌ای، دالان رودخانه‌ای و نوار رودخانه‌ای برای توصیف یک منطقه رودخانه‌ای استفاده می‌شود. کلمه رودخانه‌ای از واژهٔ لاتین ripa به معنای کرانهٔ رودخانه گرفته شده‌است.

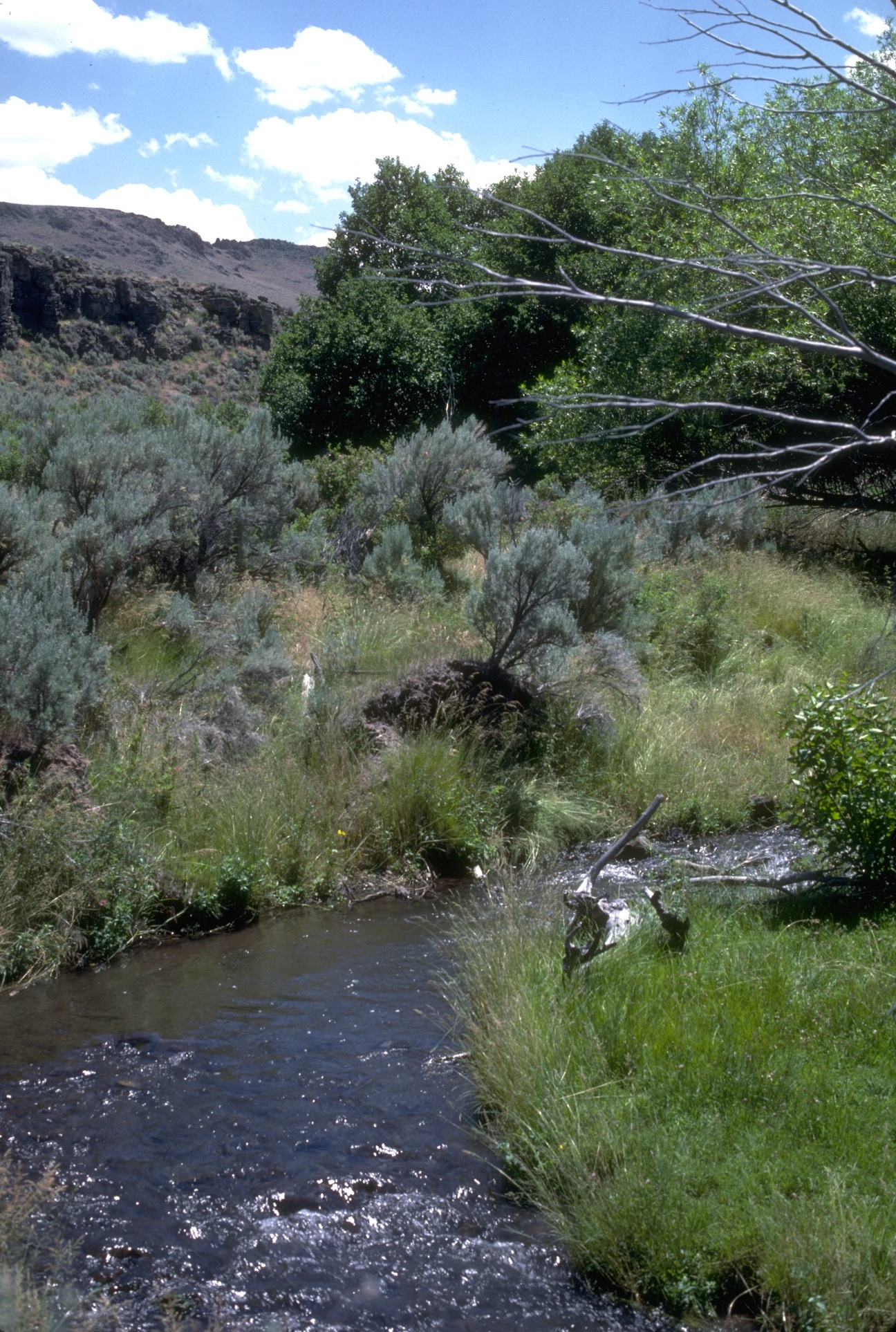
منطقه ساحلی در امتداد نهر تروت در کوه‌های تروت کریک، بخشی از دفتر برنز ناحیه مدیریت زمین در جنوب شرقی اورگن. این نهر زیستگاه حیاتی برای قزل آلا فراهم می‌کند.

## نگارخانه

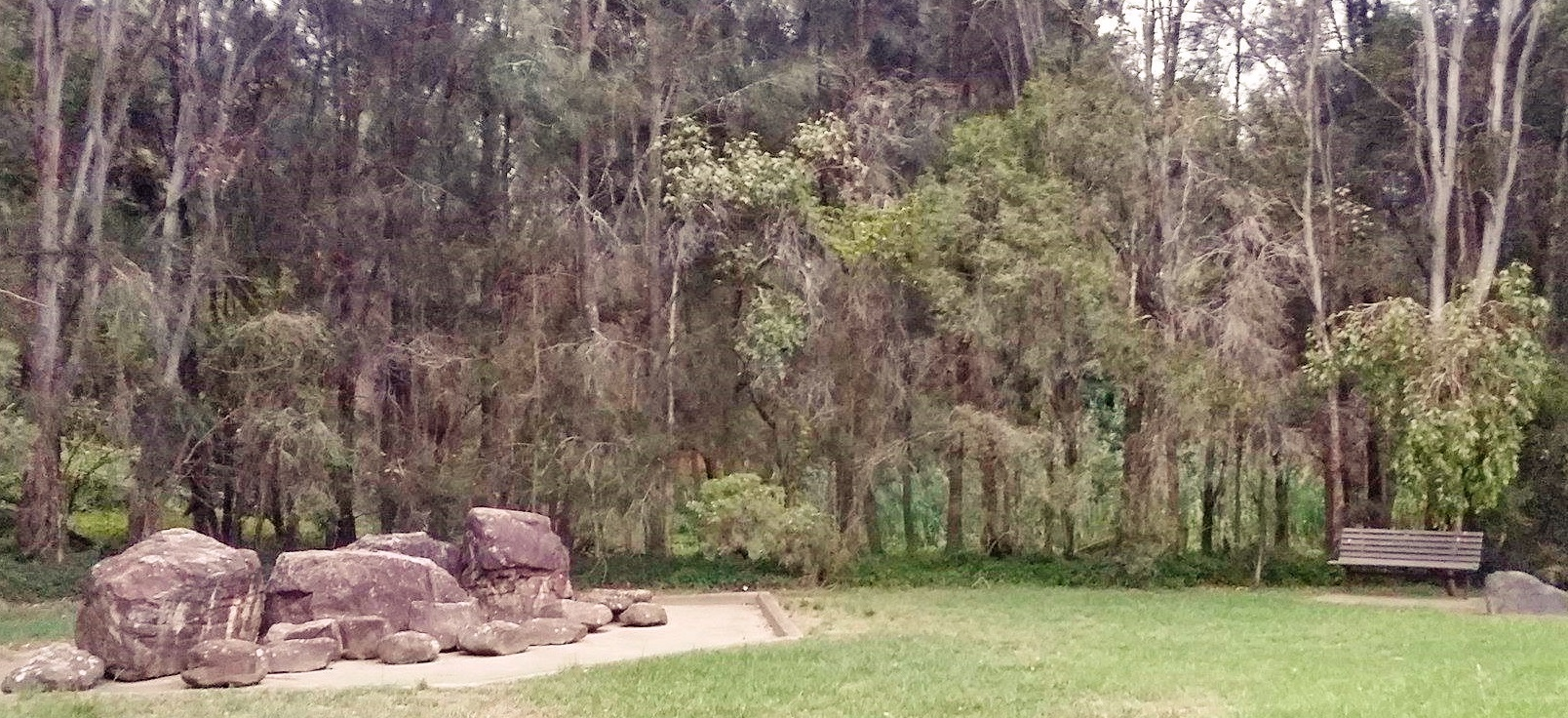
یک پهنه رودخانه‌ای در غرب سیدنی
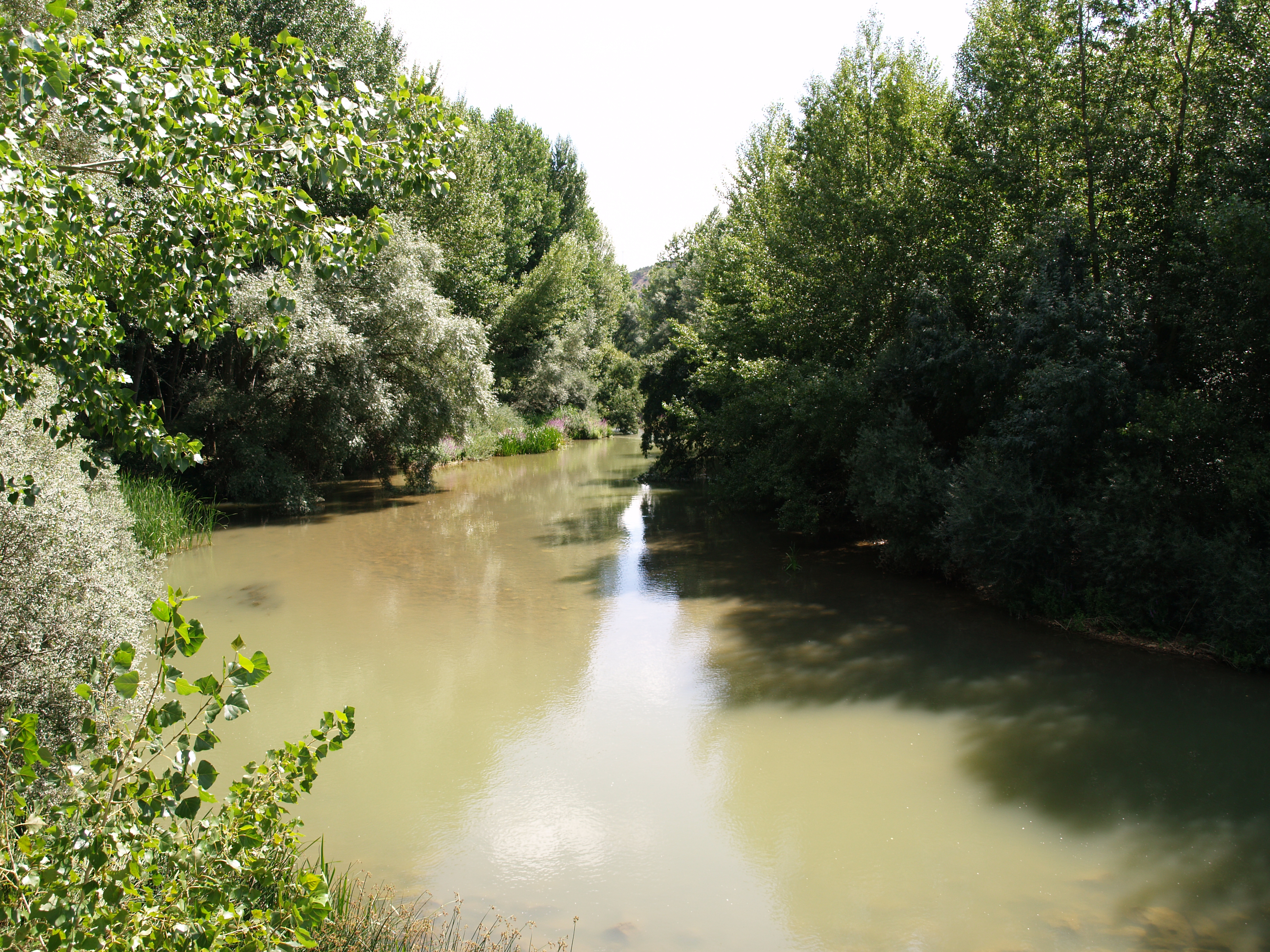
پوشش گیاهی رودخانه‌ای پهن در امتداد رودخانه پیسوئرگا در اسپانیا
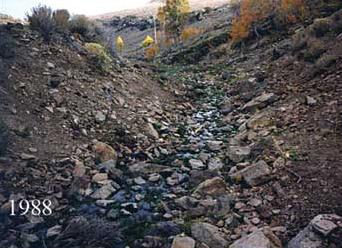
منطقه ساحلی کاتن‌وود کریک در جنوب شرقی اورگن قبل از بازسازی، ۱۹۸۸
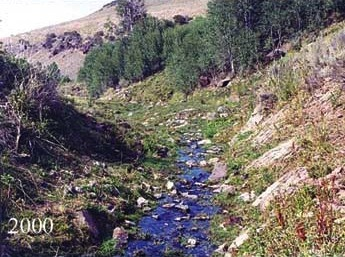
منطقه ساحلی کاتن‌وود کریک در طول بازیابی، ۲۰۰۰
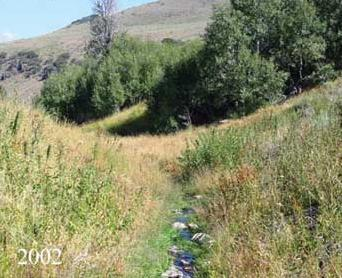
منطقه ساحلی کاتن وود کریک پس از بازسازی، ۲۰۰۲